# سیارک ۱۶۰۸۵
سیارک ۱۶۰۸۵ (به انگلیسی: 16085 Laffan، نامگذاری:1999TM27) شانزده هزار و هشتاد و پنجمین سیارک کشف شده‌است که در ۳ اکتبر ۱۹۹۹ کشف شد.
قدر مطلق سیارک برابر ۱۳.۵ است.